# Benga
 Benga (Croydon (Londen), 28 november 1986) is een muziekproducent vooral actief in dubstep uit Londen. Hij was een van de eerste bekende dubstep producers.
In 2004 startte hij zijn eigen label, genaamd Benga Beats, ter ondersteuning van zijn eigen nummers. In 2012 herstartte hij dit label door er ook andere artiesten op te laten verschijnen.
In 2007 vormde Benga samen met Skream en Artwork de dubstepgroep Magnetic Man. De groep brak eind 2010 door met het nummer I need air, samen met Angela Hunte.
Katy B werd ontdekt door Benga en werkte met haar samen voor haar single Katy on a mission.

## Discografie

### Singles
| Single met hitnotering(en) in de Vlaamse Ultratop 50 | Datum van verschijnen | Datum van binnenkomst | Hoogste positie | Aantal weken | Opmerkingen |
| ---------------------------------------------------- | --------------------- | --------------------- | --------------- | ------------ | ----------- |
| Pour your love                                       | 2013                  | 23-03-2013            | tip97*          |              | met Marlene |